# Northport, Michigan
Northport är en ort (village) i Leelanau County i delstaten Michigan i USA. Vid 2010 års folkräkning hade Northport 526 invånare.